# ГЕС Jarkvissle
ГЕС Jarkvissle — гідроелектростанція у центральній частині Швеції. Розташована між ГЕС Holleforsen (вище по течії) та ГЕС Bergeforsen, входить до складу каскаду на одній із найважливіших річок країни Індальсельвен (знаходиться на ділянці її нижньої течії після виходу з озера Стуршен).
Будівництво станції розпочали у 1949-му та завершили у 1954 році. У межах проєкту річку перекрили греблею висотою 23 метри. Інтегрований у неї машинний зал  обладнали двома турбінами типу Каплан загальною потужністю 82 МВт, а станом на середину 2010-х років останній показник довели до 96 МВт.
Гідроагрегати станції працюють при напорі у 14 метрів та повинні забезпечувати виробництво 420 млн кВт·год електроенергії на рік.